# Heinz Hindorf
Heinz Hindorf (* 24. April 1909 in Jena; † 21. August 1990 in Michelstadt) war ein deutscher Maler und Glaskünstler.

## Leben
Hindorf stammt von Seiten seiner Mutter aus einer Arzt- und Beamtenfamilie aus Braunfels, seitens seines Vaters aus einer im Ostharz ansässigen Pastorenfamilie. Nach seinem Abitur in Schulpforta unweit Naumburg begann er 1928 das Studium der evangelischen Theologie und der Kunstgeschichte an der Universität Berlin, das er in Jena, Halle und Göttingen bis zum Abbruch 1932 fortsetzte, um dann für eine Zeit als Landarbeiter und Amateurmaler zu leben, bevor er von 1934 bis 1936 bei Magnus Zeller in Berlin und Rom Malerei studierte. Nach weiteren Jahren in Italien, u. a. 1936/37 ein Aufenthalt in Olevano Romano, war er von 1938 bis 1940 einer der Meisterschüler von Werner Peiner an der Hermann-Göring-Meisterschule für Malerei in Kronenburg/Eifel. Im Zweiten Weltkrieg war Hindorf als Kriegsmaler in Russland, dem Kaukasus, der Ukraine und in Italien, wo er in amerikanische Kriegsgefangenschaft geriet, in der er bis 1946 blieb. Als freier Maler lebte er von 1947 bis 1950 zunächst in Bad Sooden-Allendorf, dann in Derschlag/Oberberg, in Ottersberg bei Bremen und ab 1953/54 in Michelstadt. In der Glaswerkstatt Robert Münch in Groß-Umstadt erlernte er die Techniken der Glasmalerei und der Mosaiktechnik.

## Werk
Farbfenster bildeten den bedeutendsten Teil seines Werkes seit etwa 1955. Seine Werke sind
- 1957: Arnshain, ev. Kirche
- 1957/1958: Bad Soden am Taunus, evangelische Kirche
- 1959: Bad Sooden-Allendorf, ev. St.-Crucis-Kirche
- 1960: Synagoge Worms
- 1960/1964: Nassau/Lahn, ev. Johanniskirche
- 1960ff: Katzenfurt, ev. Kirche
- 1961: Bad Sooden-Allendorf, kath. St.-Bonifatius-Kirche
- 1962: Oppenheim, ev. Katharinenkirche: Elisabethfenster
- 1963: Niedernhausen, ev. Christuskirche: Gleichnis vom Verlorenen Sohn und Szenen aus dem Leben Jesu
- 1964: Espa (Langgöns), evangelische Kirche
- 1965: Trebur-Geinsheim, kath. Kirche St. Ulrich
- 1964/1967: Mainz-Gonsenheim, kath. Kirche St. Stephan
- 1966–68: Hessisch-Lichtenau, ev. Kirche
- 1967: Hamm, kath. Herz-Jesu-Kirche
- 1967: Kocherbach, kath. Dreifaltigkeitskirche: „Werke der Dreifaltigkeit“ (fünf Fenster)
- 1967: Steckenroth, ev. Kirche: Szenen aus dem Neuen Testament
- 1967–1970: Wormser Dom, Nikolauskapelle
- 1969: Medard, ev. Kirche: Chorfenster zur Kreuzigung Christi
- 1972/1978: Breithardt, evangelische Kirche: Szenen aus dem Alten und Neuen Testament
- 1974–1977: Oppenheim, ev. Katharinenkirche: „Schöpfungsfenster“
- 1978–1980: Oppenheim, ev. Katharinenkirche: „Oppenheimfenster“
- 1979–1981: Oppenheim, ev. Katharinenkirche: „Weinbergfenster“
- 1981–1982: Braunschweiger Dom, Westfenster: Jüngstes Gericht
- 1981–1983: Oppenheim, ev. Katharinenkirche: Gleichnisfenster
- 1984–1988: Oppenheim, ev. Katharinenkirche: zwei Evangelistenfenster
- 1985–1987: Saarbrücken-Eschberg, ev. Gemeindezentrum
- 1986: Wormser Dom, Marienkapelle
- 1987–1989: Wormser Dom Dom, Georgskapelle

Glasmosaiken:
- 1963: Fürth (Odenwald), kath. Pfarrkirche St. Johannes der Täufer: Kreuzwegstationen (zusammen mit Karl Seidl)

## Würdigung
„Besonders dank seines souveränen Umgangs mit traditionellen Gestaltungsmitteln vermochte Hindorf seine Arbeiten kongenial in die Gesamtkonzeption historischer Sakralbauten einzufügen und so künstlerischen, theologischen und denkmalpflegerischen Anforderungen gleichermaßen Genüge zu tun. Das Bemühen um eine dem jeweiligen Raum und seiner Funktion angemessene Gestaltung bestimmte auch Hindorfs Arbeiten für zeitgenössische Bauten. Darin liegt die grundsätzliche Einheit seines Schaffens bei aller Mannigfaltigkeit in der konkreten Ausgestaltung.“

## Ehrungen
- Bundesverdienstkreuz am Bande (30. April 1979)[2]
- Goldmedaille der Accademia Italia delle Arti e del Lavoro
- pro-arte-Medaille der Künstlergilde (1987)
- Ehrenbürger von Michelstadt (1985)